# Collegio uninominale Veneto 1 - 03 (2020)
Il collegio elettorale uninominale Veneto 1 - 03 è un collegio elettorale uninominale della Repubblica Italiana per l'elezione della Camera dei deputati.

## Territorio
Come previsto dalla legge n. 51 del 27 maggio 2019, il collegio è stato definito tramite decreto legislativo all'interno della circoscrizione Veneto 1.
È formato dal territorio di 36 comuni della provincia di Treviso: Arcade, Breda di Piave, Carbonera, Casale sul Sile, Casier, Cessalto, Chiarano, Cimadolmo, Fontanelle, Gorgo al Monticano, Istrana, Mansuè, Maserada sul Piave, Meduna di Livenza, Monastier di Treviso, Morgano, Motta di Livenza, Oderzo, Ormelle, Paese, Ponte di Piave, Ponzano Veneto, Portobuffolé, Povegliano, Preganziol, Quinto di Treviso, Roncade, Salgareda, San Biagio di Callalta, San Polo di Piave, Silea, Spresiano, Treviso, Villorba, Zenson di Piave e Zero Branco.
Il collegio è parte del collegio plurinominale Veneto 1 - 01.

## Eletti
| Elezione | Elezione | Deputato     | Partito           |
| -------- | -------- | ------------ | ----------------- |
|          | 2022     | Carlo Nordio | Fratelli d'Italia |

## Dati elettorali

### XIX legislatura
Come previsto dalla legge elettorale, 147 deputati sono eletti con sistema a maggioranza relativa in altrettanti collegi uninominali a turno unico.
| Candidati                                 | Candidati                   | Voti    | %     | Liste                                 | Voti    | %     |
| ----------------------------------------- | --------------------------- | ------- | ----- | ------------------------------------- | ------- | ----- |
|                                           | Carlo Nordio ✔️ Eletto      | 115 240 | 56,25 | Fratelli d'Italia                     | 66 340  | 32,38 |
| Lega per Salvini Premier                  | Carlo Nordio ✔️ Eletto      | 115 240 | 56,25 | 31 860                                | 15,55   |       |
| Forza Italia                              | Carlo Nordio ✔️ Eletto      | 115 240 | 56,25 | 12 810                                | 6,25    |       |
| Noi moderati/Lupi - Toti - Brugnaro - UDC | Carlo Nordio ✔️ Eletto      | 115 240 | 56,25 | 4 230                                 | 2,06    |       |
|                                           | Cristina Guarda             | 46 589  | 22,74 | Partito Democratico-IDP               | 32 805  | 16,01 |
| +Europa                                   | Cristina Guarda             | 46 589  | 22,74 | 6 567                                 | 3,21    |       |
| Alleanza Verdi e Sinistra                 | Cristina Guarda             | 46 589  | 22,74 | 6 510                                 | 3,18    |       |
| Impegno Civico - Centro Democratico       | Cristina Guarda             | 46 589  | 22,74 | 707                                   | 0,35    |       |
|                                           | Alessandra Nava             | 18 951  | 9,25  | Azione - Italia Viva - Calenda        | 18 951  | 9,25  |
|                                           | Cristina Manes              | 11 504  | 5,62  | Movimento 5 Stelle                    | 11 504  | 5,62  |
|                                           | Mauro Scaggiante            | 4 213   | 2,06  | Italexit                              | 4 213   | 2,06  |
|                                           | Rossana Gai                 | 3 636   | 1,77  | Vita                                  | 3 636   | 1,77  |
|                                           | Alessandra Vittorini Orgeas | 2 173   | 1,06  | Italia Sovrana e Popolare             | 2 173   | 1,06  |
|                                           | Alberto Cocco               | 1 755   | 0,86  | Unione Popolare                       | 1 755   | 0,86  |
|                                           | Sandro Furlan               | 806     | 0,39  | Alternativa per l'Italia (PdF - Exit) | 806     | 0,39  |
| Totale                                    | Totale                      | 204 867 | 100   |                                       | 204 867 | 100   |
|                                           |                             |         |       |                                       |         |       |
| Schede bianche                            | Schede bianche              | 2 594   | 1,21  |                                       |         |       |
| Schede nulle                              | Schede nulle                | 6 159   | 2,88  |                                       |         |       |
| Votanti                                   | Votanti                     | 213 620 | 71,74 |                                       |         |       |
| Elettori                                  | Elettori                    | 297 753 |       |                                       |         |       |